# Тихіня Валерій Гурійович
Валерій Гурійович Тихіня (нар. 1 жовтня 1940, селище Копаткевичі, тепер Петриковського району Гомельської області, Республіка Білорусь) — білоруський радянський діяч, юрист, голова Конституційного Суду Республіки Білорусь, секретар ЦК КП Білорусії. Член Бюро ЦК КП Білорусі в 1990—1991 роках. Депутат Верховної ради Білоруської РСР у 1990—1995 роках. Член-кореспондент Національної академії наук Білорусі (1994), доктор юридичних наук (1985), професор (1987), заслужений юрист Білорусі.

## Життєпис
Народився в родині службовця. З 1946 до 1950 року перебував на стаціонарному лікуванні в дитячому протитуберкульозному санаторії в місті Євпаторії.
Трудову діяльність розпочав у 1956 році діловодом та секретарем Василевицького районного народного суду Білоруської РСР.
У 1958 році закінчив середню школу в селі Зеленочі Калинковицького району Гомельської області.
У 1958—1963 роках — студент юридичного  факультету Білоруського державного університету імені Леніна, здобув спеціальність «правознавця».
У 1963—1965 роках — експерт-криміналіст Мінського науково-дослідного інституту судових експертиз Білоруської РСР. Член КПРС.
У 1965—1966 роках — завідувач судово-медичної лабораторії Білоруського державного університету імені Леніна.
У 1966—1974 роках — помічник прокурора Ленінського району міста Мінська; помічник прокурора міста Мінська; прокурор Ленінського району міста Мінська.
У 1974 році успішно захистив дисертацію на здобуття наукового ступеня кандидата юридичних наук на тему «Застосування криміналістичної тактики при дослідженні речових доказів у цивільних справах».
З грудня 1974 року працював старшим викладачем, доцентом, професором кафедри цивільного процесу та трудового права юридичного факультету Білоруського державного університету імені Леніна. З квітня 1982 до жовтня 1986 року — декан юридичного факультету Білоруського державного університету імені Леніна.
У травні 1985 року успішно захистив докторську дисертацію на тему «Теоретичні проблеми застосування даних криміналістики у цивільному судочинстві».
У грудні 1986 — жовтні 1989 року — проректор з наукової роботи Білоруського державного університету імені Леніна.
У жовтні 1989 — 21 лютого 1991 року — міністр юстиції Білоруської РСР.
11 грудня 1990 — серпень 1991 року — секретар ЦК КП Білорусії.
У 1990—1995 роках — депутат Верховної Ради Республіки Білорусь.
З 1991 до 1993 року завідував кафедрою Академії управління при Раді Міністрів Республіки Білорусь. З 1993 до 1994 року — заступник голови Вищої атестаційної комісії при Раді Міністрів Республіки Білорусь. 
23 березня 1995 — 5 грудня 1996 року — голова Конституційного Суду Республіки Білорусь.
У грудні 1996 року обраний президентом Білоруського фонду правового співробітництва; займався педагогічною діяльністю.
З вересня 1999 до 2002 року — завідувач кафедри цивільного права та міжнародного права Білоруського державного економічного університету. З 2002 до 2010 року — завідувач кафедри Мінського інституту управління. З 2010 до 2019 року був завідувачем кафедри права та гуманітарних наук у Приватному інституті менеджменту та підприємництва в Мінську.
Наукові праці присвячені вдосконаленню білоруського національного законодавства. Брав участь у підготовці законопроєктів (проєкт Цивільного кодексу, проєкт Кодексу законів про працю тощо). Основним науковим напрямком є проблеми формування демократичної правової держави в Республіці Білорусь, міжнародне приватне право та цивільний процес. Автор близько 400 наукових праць, зокрема 29 монографій та 15 підручників.

## Нагороди та звання
- орден Трудового Червоного Прапора (1986)
- медалі
- Заслужений юрист Білоруської ССР (1990).